# Jhemp Hoscheit
Jhemp Hoscheit (Esch-sur-Alzette, 20 de setembre de 1951) és un escriptor luxemburguès. El 1999 va guanyar el Premi Servais pel seu llibre Perl oder Pica.